# 2013 en rugby à XV
Cette page présente les faits marquants de l'année 2013 en rugby à XV : les principales compétitions et évènements liés au rugby à XV et rugby à sept ainsi que les décès de grandes personnalités de ces sports.

## Principales compétitions
- Currie Cup (du 10 août au 26 octobre 2013)
- Challenge européen (du 11 octobre 2012 au 17 mai 2013)
- Championnat d'Angleterre (du 1er septembre 2012 au 25 mai 2013)
- Championnat de France (du 17 août 2012 au 1er juin 2013)
- Coupe anglo-galloise (du 9 novembre 2012 au 17 mars 2013)
- Coupe d'Europe (du 12 octobre 2012 au 18 mai 2013)
- Pro12 (du 31 août 2012 au 25 mai 2013)
- Super 15 (du 15 février au 4 août 2013)
- Pacific Nations Cup (25 mai au 23 juin 2013)
- The Rugby Championship  (du 17 août au 5 octobre 2013)
- Tournoi des Six Nations (du 2 février au 16 mars 2013)

## Événements

### Janvier
- 6 janvier : les Portugais du Centro Desportivo Universitario Lisboa remportent la Coupe Ibérique pour la troisième fois en dominant en match unique les Espagnols du Valladolid RAC sur le score de 24 à 13[1].
- 27 janvier : Suntory Sungoliath remporte le Championnat du Japon pour la deuxième année consécutive en dominant en finale le Toshiba Brave Lupus sur le score de 19 à 3[2].

### Février
- 2 février : l'équipe d'Angleterre remporte la quatrième étape des IRB Sevens World Series disputée à Wellington en battant en finale le Kenya sur le score de 24 à 19[3].
- 10 février : l'équipe d'Afrique du Sud remporte la cinquième étape des IRB Sevens World Series disputée à Las Vegas. Les Sud-Africains dominent 40 à 21 les Néo-Zélandais lors de la finale. Ces derniers conservent la tête du classement[4].

### Mars
- 16 mars : l'équipe du pays de Galles bat l'équipe d'Angleterre 30 à 3 et remporte le Tournoi des Six Nations, conservant ainsi leur titre. C'est la trente-septième victoire des Gallois dans la compétition[5].
- 17 mars : le club des Harlequins remporte la huitième édition de la Coupe anglo-galloise pour la troisième fois de son histoire en battant en finale les Sale Sharks sur le score de 32 à 14[6].
- 24 mars :  l'équipe des Fidji remporte la sixième étape des IRB Sevens World Series disputée à Hong Kong en dominant les Gallois en finale sur le score de 26 à 19. Les Fidjiens conservent ainsi leur titre et se hissent à la deuxième place du classement, 25 points derrière les Néo-Zélandais[7].
- 31 mars :  l'équipe d'Afrique du Sud remporte la septième étape des IRB Sevens World Series disputée à Tokyo. Les Sud-Africains dominent 24 à 19 les Néo-Zélandais lors de la finale. La Nouvelle-Zélande reste en tête du classement[8].

### Avril
- 27 avril : L'ASM Clermont Auvergne s'impose 16 à 10 en 1/2 finale de la Coupe d'Europe face aux Irlandais du Munster.
- 28 avril : Le RC Toulon s'impose 24 à 12 a Twickenam face aux Anglais des Saracens en 1/2 finale de la Hcup.

### Mai
- 5 mai : l'équipe d'Afrique du Sud remporte la neuvième étape des IRB Sevens World Series disputée à Glasgow. Les Sud-Africains dominent 28 à 21 les Néo-Zélandais lors de la finale. La Nouvelle-Zélande reste en tête du classement avec suffisamment de points d'avance devant leur adversaire en finale pour être assurée de remporter le titre avant la dixième et dernière étape[9].
- 12 mai : l'équipe de Nouvelle-Zélande remporte la dixième et dernière étape des IRB Sevens World  Series disputée à Londres. Les Néo-Zélandais battent largement les Australiens 47 à 12. La Nouvelle-Zélande finit à la première place du classement avec 173 points au terme des dix étapes[10].
- 17 mai : le Leinster gagne à domicile le Challenge européen face au Stade Français 34 à 13[11].
- 18 mai : Sur la pelouse de l'Aviva Stadium de Dublin le RC Toulon remporte pour la première fois de son histoire la Coupe d'Europe face à l'ASM Clermont Auvergne qu'il bat en finale sur le score de 16 à 15[12].
- 25 mai : 
  - Le championnat d'Angleterre est remporté par les Leicester Tigers qui obtiennent ainsi le dixième titre de leur histoire. En finale, ils battent sur le score de 37 à 17 les Northampton Saints qui terminent la rencontre à quatorze après l'expulsion de Dylan Hartley pour avoir proféré des injures envers l'arbitre[13].
  - Le Leinster remporte le Pro12 en battant en finale l'Ulster sur le score de 24 à 18[14].
  - Le Mogliano Rugby SSD remporte le titre de champion d'Italie après sa victoire en finale contre le I Cavalieri Prato sur le score de 16 à 11[15].

### Juin
- 1er juin : le Castres olympique devient Champion de France vingt ans après le titre polémique attribué aux dépens des grenoblois en 1993[16]. Les Castrais battent le Rugby club toulonnais en finale sur le score de 19 à 14[17].
- 8 juin :

- 11 juin : dans le cadre de sa tournée en Nouvelle-Zélande, la France dispute un match contre la province locale des Auckland Blues. Il n'est pas clair si ce match permet aux joueurs d'obtenir une cape, mais il permet tout de même à Noa Nakaitaci d'être officiellement rattaché à la Fédération française de rugby à XV.

- 15 juin : l'équipe du Japon, en battant le pays de Galles sur le score de 23 à 8, remporte la première victoire de son histoire contre une équipe de la première division de l'IRB[18]. Dans le même temps, la Nouvelle-Zélande domine largement les Français sur le score de 30 à 0 avec trois essais marqués[19].

- 22 juin :

- 23 juin : l'équipe des Fidji bat l'équipe des Tonga 34 à 21 et remporte le Pacific Nations Cup. C'est la première victoire des fidjiens dans la compétition.
- 29 juin :

- 30 juin : la Nouvelle-Zélande est sacrée championne du monde de rugby à sept en battant en finale l'Angleterre 33 à 0[20]. Chez les femmes, ce sont également les Néo-Zélandaises qui deviennent championnes du monde après leur victoire 29 à 12 en finale contre le Canada[21].

### Juillet
- 6 juillet : les Lions britanniques et irlandais remportent largement le troisième test match contre les Australiens sur le score de 41 à 16, s'adjugeant la série par deux victoires à une. C'est la première tournée victorieuse des Lions depuis celle de 1997[22].

### Août
- 3 août : le Super 15 est remporté par les Chiefs pour la deuxième année consécutive après leur victoire 27 à 22 en finale sur les Brumbies[23].

### Octobre
- 5 octobre : les All Blacks remportent la deuxième édition du Rugby Championship en allant gagner 38 à 27 en Afrique du Sud lors de la dernière journée. Ils remportent ainsi tous leurs matchs et conservent leur titre[24].
- 12 octobre et 13 octobre : Gold Coast Sevens 2013, première étape de la saison 2013-2014 de l'IRB Sevens World Series à Gold Coast, Australie. La Nouvelle-Zélande gagne le tournoi.
- 19 octobre : la Nouvelle-Zélande et l'Australie disputent un troisième test match dans le cadre de la Bledisloe Cup, bien que celle-ci soit déjà gagnée par les Néo-Zélandais qui ont remporté les deux premières manches lors du Rugby Championship. Les All-Blacks s'imposent sur le score de 41 à 33 et restent invaincus en 2013[25].

- 26 octobre : 
  - Les Natal Sharks remportent la Currie Cup après leur victoire 33 à 19 en finale contre la Western Province[27].
  - Canterbury remporte pour la sixième fois consécutive l'ITM Cup, en battant en finale Wellington sur le score de 29 à 13[28].

### Novembre
- 2 novembre : lors de cette première journée de test matchs, la Nouvelle-Zélande bat très largement le Japon sur le score de 54 à 6, avec huit essais marqués[29]. Dans l'autre rencontre, l'Angleterre domine l'Australie sur le score de 20 à 13[30].

- 3 novembre :

- 9 novembre : l'Australie retrouve le chemin du succès en battement largement l'Italie par trente points d'écart dont sept essais[32]. L'Angleterre maîtrise l'Argentine à Twickenham grâce à une bonne première mi-temps et une défense solide[33]. L'Écosse domine le Japon au terme d'une deuxième mi-temps rythmée par sept essais[34].

- 15 novembre :

- 16 novembre :

- 17 novembre :

- 22 novembre :

- 23 novembre :

- 24 novembre :

#### Semaine 5
- 30 novembre :

- 29 novembre et 30 novembre : Dubaï rugby sevens 2013, deuxième étape de la saison 2013-2014 de l'IRB Sevens World Series à Dubaï. L'équipe des Fidji gagne le tournoi.

### Décembre
- 7 décembre et 8 décembre : South Africa rugby sevens 2013, troisième étape de la saison 2013-2014 de l'IRB Sevens World Series à Port Elizabeth, Afrique du Sud. L'Afrique du Sud gagne le tournoi sur ses terres.

## Principaux décès
- 15 janvier : Éric Béchu, joueur et entraîneur français de rugby à XV, meurt d'un cancer du pancréas à Toulouse[43].
- 8 février : Jan Ellis, joueur des Springboks à 38 reprises de 1965 à 1976, meurt des suites d'un cancer à l'âge de 71 ans[44].
- 30 mars : Samueli Naulu se tue dans un accident de voiture. Alors qu'il circule sur une départementale, Naulu perd le contrôle de son véhicule qui percute un arbre, selon les gendarmes. L'accident mortel se produit vers 6 h à Issigeac, à une vingtaine de kilomètres au sud de Bergerac[45].
- 28 avril : Robert Soro surnommé le Lion de Swansea, joueur du FC Lourdes et sélectionné à 21 reprises en équipe de France, meurt à Arreau à l'âge de 90 ans[46].
- 25 juin : Jack Cantoni dit la truite, septuple champion de France avec l'AS Béziers, meurt à l'âge de 65 ans[47].
- 29 août : Cliff Morgan, demi d'ouverture international gallois vainqueur à quatre reprises du Tournoi des Cinq Nations dans les années 1970, meurt à l'âge de 83 ans des suites d'un cancer du larynx et des cordes vocales[48].
- 23 septembre : John Hipwell, demi de mêlée et international australien à 36 reprises, meurt à 65 ans[49].
- 5 novembre : Peter Fatialofa, pilier international samoan à 34 reprises, meurt aux Samoa d'une crise cardiaque à l'âge de 54 ans[50].